# Герберт Лом
Герберт Чарльз Анджело Кучачевич Зе Шлюдерпахеру, професійно відомий як Герберт Лом (1 вересня 1917 року- 27 вересня 2012 року) — британський актор, який народився в Чехії і переїхав до Сполученого Королівства в 1939 році. У кар'єрі, яка тривала більше 60 років, він, як правило, виступав у ролях персонажів, часто зображував злочинців або чудових лиходіїв у молоді роки. Дуже універсальний, він виявив себе кваліфікованим комічним актором у франшизі "Рожева пантера ".
Лом відзначився елегантною англійською вимовою Він найвідоміший за ролями у фільмах «Ледікілери», серіалах фільмів "Рожева пантера ", « Війна і мир» та телесеріалі «Людські джунглі» .

## Біографія
Герберт Лом народився в Празі від Карла Кучачевича Зе Шлюдерпахеру та Ольги Готліб, яка мала єврейське походження. Справжнє ім'я Герберт Чарльз Анджело Кучачевич Зе Шлюдерпахеру. Лом стверджував, що його сім'я мала давній сімейний титул, який датується 1601 роком
Його дебют у кіно відбувся в чеському фільмі «Жінка під хрестом», 1937. Потім був фільм «Божині млини», 1938. Ранні виступи в кіно були головним чином другорядними ролями Він змінив своє прізвище на Лом («поломка» або «кар'єр» по-чеськи), оскільки це було найкоротше, що він знайшов у місцевому телефонному довіднику. 
Через окупацію Чехії нацистською Німеччиною в 1938-39 рр. Лом емігрував до Великої Британії в січні 1939 р. Протягом 1940-х він багато разів виступав у британських фільмах, як правило, у лиходійських ролях, хоча пізніше знімався і в комедіях. Незважаючи на свій акцент, йому вдалося врятуватися від штампування як єврея. Після Другої світової війни він отримав голлівудський контракт із семи картин, але не зміг отримати американську візу з «політичних причин». У головній ролі Лом зіграв близнюків у фільмі « Подвійне Алібі» (1946).

## Кар'єра
Лом знявся в ролі короля Сіаму в оригінальній лондонській постановці мюзиклу Роджерса та Хаммерштейна «Король і я» . У жовтні 1953 року він провів 926 вистав[джерело?].
У 1960-х роках він досяг більшого кіноуспіху із широким спектром ролей, починаючи зі «Спартака» (1960). Подальші фільми цього періоду включали «Ель Сід» (1961), «Таємничий острів» (також 1961), роль «Капітана Немо» та ремейк «Привид опери» (1962).
У цей період Лом знімався у своєму єдиному регулярному серіалі — британській драмі «Людські джунглі» (1963–64), граючи два сезони психіатра з Харлі-Стріт. Ще одним низькобюджетним фільмом жахів з Ломом у головній ролі став фільм про полювання на відьом « Марк диявола» (Hexen bis aufs Blut gequält, 1970), який зображував незвично графічні сцени тортур. Також Лом знімався в інших фільмах жахів, знятих як в США, так і у Великій Британії, включаючи «Притулок», «А зараз крик починається!», Вбивство на вулиці Морг та Мертвій зоні.
Лом був найвідомішим завдяки його зображенню головного інспектора Чарльза Дрейфуса, керівника інспектора Клузо в декількох фільмах " Рожева пантера " Блейка Едвардса, починаючи з другого фільму серії «Постріл у темряві» (1964). Він з'явився у двох екранізаціях роману Агати Крісті «А тоді їх не було» . У версії 1975 року він зіграв доктора Армстронга, а пізніше з'явився у версії 1989 року як генерал Роменський.
Лом написав два історичні романи, один про драматурга Крістофера Марлоу (Enter a Spy: Подвійне життя Крістофера Марлоу, 1978), а другий — про Французьку революцію (Доктор Гільйотина: Ексцентричні подвиги раннього вченого, 1992).

## Приватне життя
Лом одружився з Діною Шеа в 1948 році, маючи двох дітей разом до того, як вони розлучилися в 1971 році. У нього народилася дитина від стосунків з Бріджиттою Епплбі. Згодом він одружився з Євою Лацік, розлучившись у 1990 році.
Лом помер уві сні 27 вересня 2012 року у віці 95 років
- «Немезида» (2007) у серії Агати Крісті "Марпл " у ролі Джейсона Рафіеля (голос, немає в титрах)